# Kati Horna
Kati Horna, nata Katalin Deutsch (Szilasbalhás, 19 maggio 1912 – Città del Messico, 19 ottobre 2000), è stata una fotografa ungherese naturalizzata messicana di origini ebree.
Kati Horna rappresenta senza dubbio, al pari di altre donne fotografe ed artiste della metà del Novecento, la sfida verso l'emancipazione. Lei lo fece con la fotografia, tanto che diceva: “La macchina fotografica non è uno strumento, è me stessa".

## Biografia
Nata in una famiglia aristocratica, suo padre era un banchiere, all'epoca dell'Impero austro-ungarico inizia ad apprendere i primi rudimenti fotografici presso l'allora famoso fotografo ungherese József Pécsi, attento alle nuove tendenze.
Si ipotizza che Kati e Robert Capa, il cui vero nome era Endre Friedman, ungherese come lei, fossero amici di infanzia, ed avessero appreso fotografia assieme nello studio di Pécsi, dove peraltro Capa realizzò un ritratto di Kati.
Nel 1930 si trasferisce a Berlino con Pal Partos, dove frequentò il regista teatrale Bertolt Brecht, il fotografo e pittore László Moholy-Nagy e il Bauhaus, che influenzarono le sue immagini dall’atmosfera surrealista.
Dopo Berlino, i due decidono di trasferirsi a Parigi. Le ristrettezze economiche, ma con la Linhof regalatole dalla madre, non impedirono a Kati di realizzare alcune immagini con le quali riuscì a convincere  l'Agence Photo a finanziarle i suoi primi reportage come quelli del Mercato delle pulci (1933) e I Caffè di Parigi (1935).
Nel frattempo, Robert Capa aveva "americanizzato" il suo nome, una volta giunto a Parigi, dove si erano di nuovo incontrati. Insieme decideranno di prendere parte, come fotografi alla Guerra civile spagnola, lui ormai famoso pubblicherà per Life, lei per la meno nota rivista anarchica "Umbral, semanario de la Nuova Era", nelle cui idee però si riconosceva. Altre fotografe arriveranno a riprendere ciò che accadeva in Spagna come Tina Modotti e Gerda Taro. E arriverà anche l'austro-ungherese Margaret Michaelis-Sachs con la quale condividerà uno strano destino: le loro foto spagnole rimarranno sconosciute per tanti anni. Entrambe riprenderanno gente comune, contadini, donne, sopravvissuti, zone devastate, dolore e sofferenza.
In Spagna Kati incontra José Horna, scultore e artigiano, che diventerà suo marito e dal quale avrà una figlia, Norah.
Con la vittoria dei fascisti di Francisco Franco, Kati e José torneranno a Parigi nel 1939, anche se ormai minacciata dai nazisti. Perciò decidono di rifugiarsi a Città del Messico, dove creeeranno legami con altri artisti rifugiati come Remedios Varo, Gunther Gerzso, Benjamín Péret, Leonora Carrington. Nel 1963 José e Remedios muoiono. Kati inizia a collaborare con Alejandro Jodorowsky
L'ultima parte della sua vita è dedicata all'insegnamento alla Escuela Nacional de Artes Plásticas de la Università nazionale autonoma del Messico e alla Universidad Iberoamericana. Anche se viene definita fotografa surrealista, la figlia Norah ricorda che lei non si è mai riconosciuta come tale.
Alla fine della Guerra civile spagnola le sue foto, insieme a quelle di un'altra fotografa di origini austro-ungariche, Margaret Michaelis-Sachs, e a molti documenti, chiusi dentro a 48 casse di legno, sono state spedite all'Istituto internazionale di storia sociale (IISG) di Amsterdam e lì dimenticati. Sono stati riscoperti sono dopo 80 anni dalla storica dell'arte Almudena Rubio ed esposte a Madrid per la prima volta nel giugno 2022 nell'ambito di PhotoEspaña.

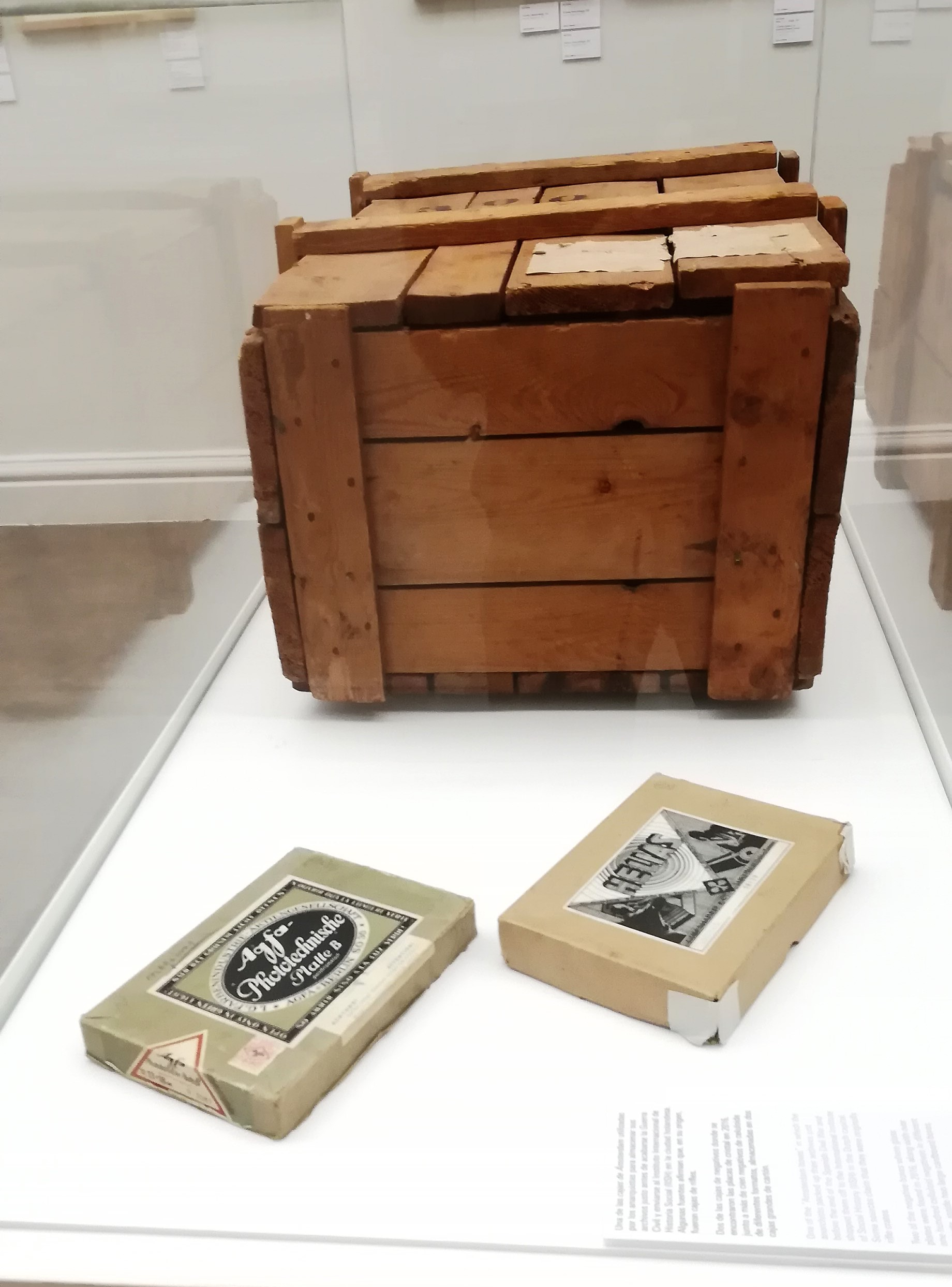
Una delle casse contenente le foto di Margaret e Kati